# Pygmépansarmal
Pygmépansarmal (Corydoras pygmaeus) är en pansarmal tillhörande släktet Corydoras. Den lever i Madeirafloden i Sydamerika och i angränsande vattendrag.
Fisken blir upp till 2,1 cm lång.
Med hjälp av bukfenorna håller honan två till fyra ägg fast medan de befruktas av hannen. Sedan lämnar honan äggen på en lämplig plats. Proceduren upprepas tills cirka 100 äggen är befruktade.